# Francis Coquelin
Francis Coquelin (ur. 13 maja 1991 w Laval) – francuski piłkarz pochodzenia reuniońskiego, występujący na pozycji pomocnika, obecnie bez klubu. 
W swojej karierze grał także w takich zespołach jak: Arsenal FC, Valencia CF, Villarreal CF, FC Lorient, SC Freiburg oraz Charlton Athletic. Były młodzieżowy reprezentant Francji.

## Kariera klubowa
Coquelin zaczął swoją karierę w klubie AS Laval Bourny, jednakże w 2005 roku przeniósł się do największego klubu w Laval, czyli do Stade Lavallois. Coquelin spędził kolejne trzy lata w tym właśnie klubie, lecz podczas spotkania kwalifikacji do Mistrzostwa Europy U-17 pomiędzy Francją a Izraelem został dostrzeżony przez skauta Gilles'a Grimandiego pracującego dla angielskiego Arsenalu.
W lipcu 2008 roku Coquelin został zawodnikiem Arsenalu. Podczas testów, na których zawodnik przebywał w maju, doznał niegroźnego urazu uda, ale mimo to przekonał do siebie sztab szkoleniowy angielskiego klubu Swoje dwa pierwsze mecze w barwach klubu Coquelin rozegrał podczas przedsezonowych sparingów z Barnet i Szombathelyi Haladás. Swój pełnoprawny debiut w pierwszym zespole Coquelin rozegrał 23 września 2008 roku w wygranym 6-0 spotkaniu z Sheffield United, gdy w 69. minucie spotkania zmienił na boisku Frana Méride. 6 października 2008 roku Francuz zdobył swojego pierwszego gola dla klubu w spotkaniu rezerw Arsenalu i Stoke City.
22 września 2009 roku Coquelin rozegrał swoje pierwsze spotkanie w pierwszym zespole w sezonie 2009/10. Stało się to w meczu trzeciej rundy Pucharu Ligi Angielskiej z West Bromwich Albion, lecz już w 58. minucie Coquelin został zmieniony przez Marka Randalla. Po raz ostatni w tym sezonie w pierwszej drużynie Francuz wystąpił 24 stycznia 2010 roku podczas przegranego 1-3 meczu Pucharu Anglii ze Stoke City. W 68. minucie tego meczu został zmieniony przez Aarona Ramseya.
21 czerwca 2010 roku Coquelin zdecydował się udać na jednoroczne wypożyczenie do francuskiego klubu FC Lorient. Miesiąc później, będąc już na wypożyczeniu, zawodnik podpisał nowy, długoterminowy kontrakt z Arsenalem.
Po powrocie z Mistrzostw Świata do lat 20 do Arsenalu, Coquelin zadebiutował w pierwszym składzie przeciwko Manchesterowi United. Rozegrał 62 minuty, zanim został zastąpiony przez Alexa Oxlade-Chamberlaina.
5 lipca 2013 roku został na rok wypożyczony do niemieckiego Freiburga.

## Statystyki kariery
(aktualne na dzień 7 maja 2019)
| Klub                     | Sezon              | Liga               | Liga  | Liga   | Puchar kraju | Puchar kraju | Puchar ligi | Puchar ligi | Europa | Europa | Inne  | Inne   | Suma  | Suma   |
| Klub                     | Sezon              | Liga               | Mecze | Bramki | Mecze        | Bramki       | Mecze       | Bramki      | Mecze  | Bramki | Mecze | Bramki | Mecze | Bramki |
| ------------------------ | ------------------ | ------------------ | ----- | ------ | ------------ | ------------ | ----------- | ----------- | ------ | ------ | ----- | ------ | ----- | ------ |
| Arsenal                  | 2008/09            | Premier League     | 0     | 0      | 0            | 0            | 1           | 0           | 0      | 0      | –     | –      | 1     | 0      |
| Arsenal                  | 2009/10            | Premier League     | 0     | 0      | 1            | 0            | 2           | 0           | 0      | 0      | –     | –      | 3     | 0      |
| FC Lorient (wyp.)        | 2010/11            | Ligue 1            | 24    | 1      | 1            | 0            | 0           | 0           | –      | –      | –     | –      | 25    | 1      |
| Arsenal                  | 2011/12            | Premier League     | 10    | 0      | 3            | 0            | 3           | 0           | 1      | 0      | –     | –      | 17    | 0      |
| Arsenal                  | 2012/13            | Premier League     | 11    | 0      | 2            | 0            | 3           | 0           | 6      | 0      | –     | –      | 22    | 0      |
| SC Freiburg (wyp.)       | 2013/14            | Bundesliga         | 16    | 0      | 3            | 0            | –           | –           | 5      | 1      | –     | –      | 24    | 1      |
| Charlton Athletic (wyp.) | 2014/15            | Championship       | 5     | 0      | 0            | 0            | 0           | 0           | –      | –      | –     | –      | 5     | 0      |
| Arsenal                  | 2014/15            | Premier League     | 22    | 0      | 5            | 0            | 1           | 0           | 2      | 0      | –     | –      | 30    | 0      |
| Arsenal                  | 2015/16            | Premier League     | 26    | 0      | 2            | 0            | 0           | 0           | 6      | 0      | 1     | 0      | 35    | 0      |
| Arsenal                  | 2016/17            | Premier League     | 29    | 0      | 3            | 0            | 1           | 0           | 6      | 0      | –     | –      | 39    | 0      |
| Arsenal                  | 2017/18            | Premier League     | 7     | 0      | 0            | 0            | 2           | 0           | 4      | 0      | –     | –      | 13    | 0      |
| Valencia CF              | 2017/18            | Primera División   | 9     | 0      | 2            | 0            | 0           | 0           | 0      | 0      | –     | –      | 11    | 0      |
| Valencia CF              | 2018/19            | Primera División   | 24    | 0      | 5            | 0            | 0           | 0           | 11     | 0      | –     | –      | 40    | 0      |
| Ogólnie w karierze       | Ogólnie w karierze | Ogólnie w karierze | 183   | 1      | 27           | 0            | 13          | 0           | 41     | 1      | 1     | 0      | 265   | 2      |

## Sukcesy

### Arsenal
- Puchar Anglii: 2015, 2017
- Tarcza Wspólnoty: 2014/15, 2015/16

### Valencia CF
- Puchar Hiszpanii: 2018/19

### Villarreal CF
- Zwycięzca Ligi Europy: 2020/21

### Francja
- Mistrzostwo Europy do lat 19: 2010[13]